# نورة الفايز
نورة الفايز، من مواليد عام 1954 في شقراء، المملكة العربية السعودية أول امرأة تشغل منصب نائبة وزير في تاريخ السعودية. والدها الشيخ عبد الله الفايز الناصري التميمي مؤرخ ونسابه وباحث تاريخي في السعودية. كانت نائب وزير التعليم السابقة، واستمرت في منصبها لمدة ست سنوات.

## تعليمها
- شهادة الماجستير في التربية من جامعة ولاية يوتا حيث تخصصت في مجال تقنيات التعليم عام 1982
- شهادة البكالوريوس تخصّص علم اجتماع عام 1978 من جامعة الملك سعود

## مناصبها
- مديرة قسم البنات بمدارس المملكة.
- شغلت منصب المديرة العامة للفرع النسائي بمعهد الإدارة العامة.
- تم تعينها بأمر ملكي في منصب نائبة وزير التعليم لشؤون البنات عام 2009
- تعمل من أبريل 2010 في الملحقية الثقافية السعودية في واشنطن عضوة في الجهاز الأكاديمي

## السيرة
كانت تشغل منصب المديرة العامة للفرع النسائي بمعهد الإدارة العامة في الرياض، وهي عضوة في عدد من اللجان والمجالس، كما أنجزت العديد من البحوث والدراسات بالإضافة إلى التأليف والترجمة في مجالات الإدارة والتدريب والتربية.
منذ شهر يونيو 2001 أصبحت الفايز المديرة العامة للفرع النسائي بمعهد الإدارة العامة. وكانت قد تولت، لمدة عام، المديرة العامة لمدارس البنات بمدارس المملكة، وعملت أستاذا متعاونا مع كلية التربية، جامعة الملك سعود، لتدريس مواد تقنيات التعليم. ساهمت نورة الفايز بالعديد من الأبحاث التربوية والعلمية خلال مشوارها الأكاديمي والعملي، كما ألقت العديد من الأبحاث وأوراق العمل في المؤتمرات المختصة بالتعليم والتدريب وعمل المرأة.